# Shadow (Ashlee Simpson)
Shadow è un singolo della cantante statunitense Ashlee Simpson, pubblicato nel 2004 ed estratto dall'album Autobiography.
Il brano è stato scritto da Ashlee Simpson, Kara DioGuardi e John Shanks.

## Tracce
1. Shadow - 3:59
2. Pieces of Me (29 Palms Remix Vocal Edit) - 4:05
3. Sorry (Non LP Version) - 3:45
4. Shadow (Video)